# Zambian Defence Force
Die Streitkräfte Sambias (engl. Zambian Defence Force, abgekürzt ZDF) sind das Militär der Republik Sambia.

## Allgemeines
Die sambischen Streitkräfte sind auf den inneren Einsatz hin organisiert, obwohl Teile von ihnen wiederholt an Friedensmissionen der Vereinten Nationen teilnehmen. Der Einsatz im Inneren bezog sich zuletzt darauf, die auch in Sambia aktive UNITA und marodierende Milizionäre aus Angola in Schach zu halten oder zu vertreiben. Daneben macht die Barotse Patriotic Front gelegentlich auf sich aufmerksam, die, wie 1999 eingeräumt wurde, mit der Caprivi Liberation Army in Verbindung steht, einer Gegend, wo ebenfalls Lozi leben, die sich in Angola leicht mit Waffen eindecken können.
Im Oktober 1997 scheiterte ein dilettantisch vorbereiteter Putschversuch junger Offiziere. Im Juni 2002 erklärte der damalige Präsident Levy Mwanawasa, ein Putschplan sei aufgedeckt worden.
Mit der Republik Südafrika wurde ein gemeinsames Verteidigungsabkommen geschlossen.

## Gliederung
Die sambischen Streitkräfte gliedern sich in zwei Teilstreitkräfte und einen Organisationsbereich, des Weiteren untersteht dem Verteidigungsministerium der Zambia Intelligence and Security Services (ZISS) als Nachrichtendienst.

### Landstreitkräfte
Das Sambische Heer (engl.: Zambian Army), ist die Landstreitmacht der sambischen Streitkräfte und hat eine Personalstärke von 13.500 Soldaten.

#### Ausrüstung
Die Landstreitkräfte von Sambia verfügen über folgende Fahrzeuge und Waffensysteme:

##### Fahrzeuge
| Typ          | Herkunft            | Funktion               | Anzahl | Anmerkungen                   |
| ------------ | ------------------- | ---------------------- | ------ | ----------------------------- |
| Type 59      | Volksrepublik China | Kampfpanzer            | 20     |                               |
| T-55         | Sowjetunion         | KampfpanzerBergepanzer | 10+    |                               |
| PT-76        | Sowjetunion         | Leichter Panzer        | 30     |                               |
| BRDM-1BRDM-2 | Sowjetunion         | Spähpanzer             | 70     | nur ungefähr 30 einsatzbereit |
| Ratel-20     | Südafrika           | Schützenpanzer         | 23     |                               |
| BTR-60       | Sowjetunion         | Mannschaftstransporter | 13     |                               |
| BTR-70       | Sowjetunion         | Mannschaftstransporter | 20     |                               |

##### Artillerie
| Typ             | Herkunft    | Kaliber | Funktion      | Anzahl | Anmerkungen                   |
| --------------- | ----------- | ------- | ------------- | ------ | ----------------------------- |
| Modell 56       | Italien     | 105 mm  | Haubitze      | 18     |                               |
| D-30            | Sowjetunion | 122 mm  | Haubitze      | 25     |                               |
| M-46            | Sowjetunion | 130 mm  | Kanone        | 18     |                               |
| Atmos 2000 M-46 | Israel      | 130 mm  | Haubitze      | 6      | [ 6 ]                         |
| BM-21 Grad      | Sowjetunion | 122 mm  | Raketenwerfer | 30     | nur ungefähr 12 einsatzbereit |
| Elbit Spear MK2 | Israel      | 120 mm  | Mörser        | ca. 6  | [ 6 ]                         |

Des Weiteren verfügt das Heer über weitere 91 Mörser.

##### Panzer- und Flugabwehrwaffen
| Typ             | Herkunft           | Funktion                            | Anzahl | Anmerkungen                                         |
| --------------- | ------------------ | ----------------------------------- | ------ | --------------------------------------------------- |
| 9K11 Maljutka   | Sowjetunion        | Panzerabwehrlenkwaffe               |        |                                                     |
| M18             | Vereinigte Staaten | Rückstoßfreies Geschütz             | 12     |                                                     |
| M20             | Vereinigte Staaten | Rückstoßfreies Geschütz             |        |                                                     |
| FFV Carl Gustaf | Schweden           | Rückstoßfreie Panzerabwehrhandwaffe |        |                                                     |
| 9K32 Strela-2   | Sowjetunion        | MANPADS                             |        | vermutlich veraltet                                 |
| M55             | Jugoslawien        | Flugabwehrkanone                    | 50     |                                                     |
| M1939           | Sowjetunion        | Flugabwehrkanone                    | 56     | 16 Stück in der Version KS-12 mit dem Kaliber 85 mm |
| S-60            | Sowjetunion        | Flugabwehrkanone                    | ca. 30 |                                                     |

##### Unbemannte Luftfahrzeuge
- Elbit Skylark

### Luftstreitkräfte

Flagge der sambischen Luftwaffe

Die Sambische Luftwaffe (engl.: Zambian Air Force, abgekürzt ZAF), ist die Luftstreitmacht der sambischen Streitkräfte und hat eine Personalstärke von 1.600 Soldaten. Sie ist nicht bereit HIV-Infizierte zu rekrutieren, infizierte Soldaten werden degradiert.
Des Weiteren betreibt sie den Kenneth Kaunda International Airport in der Hauptstadt Lusaka.
Ende 2014 verkündete der Kommandeur der Luftwaffe, Brigadegeneral Jabes Zulu, ein Modernisierungsprogramm, da sich das fliegende Material in einem nicht einsatzfähigen Zustand befinde. Die mangelnde Einsatzbereitschaft hatte zur Folge, dass 400 Soldaten nicht in eine friedenserhaltende UN-Mission in der Zentralafrikanischen Republik transportiert werden konnten.
Das Beschaffungsvorhaben umfasst sechs Trainingsflugzeuge/leichte Erdkampfflugzeuge des Typs Hongdu L-15Z, welche bis 2017 geliefert wurden, zwei C-27J Spartan Transportflugzeuge, weitere SF-260TW Schulflugzeuge und Mil Mi-17 Hubschrauber. Zusätzlich wird zur besseren Luftraumüberwachung ein neues Radar beschafft.

#### Ausrüstung

Kokarde der sambischen Luftwaffe

Die sambischen Luftstreitkräfte betreiben 66 Flugzeuge, 27 Hubschrauber und mindestens 3 Drohnen (Stand Ende 2020).

##### Luftfahrzeuge
| Luftfahrzeug              | Herkunft            | Bilder         | Verwendung                                          | Version        | Aktiv          | Bestellt       | Anmerkungen              |
| Kampfflugzeuge            | Kampfflugzeuge      | Kampfflugzeuge | Kampfflugzeuge                                      | Kampfflugzeuge | Kampfflugzeuge | Kampfflugzeuge | Kampfflugzeuge           |
| ------------------------- | ------------------- | -------------- | --------------------------------------------------- | -------------- | -------------- | -------------- | ------------------------ |
| Shenyang J-6              | Volksrepublik China |                | Jagdflugzeug                                        | F-6A           | 8              |                | Lizenznachbau der MiG-19 |
| Mikojan-Gurewitsch MiG-21 | Sowjetunion         |                | Jagdflugzeug                                        |                | 10             |                |                          |
| Hongdu L-15               | Volksrepublik China |                | Trainings- und leichtes Erdkampfflugzeug            |                | 6              |                |                          |
| Transportflugzeuge        |                     |                |                                                     |                |                |                |                          |
| Leonardo C-27J Spartan    | Italien             |                | Militärisches Mehrzweck- und STOL-Transportflugzeug |                | 2              |                |                          |
| Xi’an MA60                | Volksrepublik China |                | Verkehrsflugzeug                                    |                | 1              |                |                          |
| Harbin Y-12               | Volksrepublik China |                | Verkehrsflugzeug                                    |                | 8              |                |                          |
| Schulflugzeuge            |                     |                |                                                     |                |                |                |                          |
| Shenyang J-6              | Volksrepublik China |                | Strahltrainer                                       | FT-6           | 2              |                | Lizenznachbau der MiG-19 |
| Hongdu JL-8               | Volksrepublik China |                | Strahltrainer                                       |                | 16             |                |                          |
| Leonardo SF-260           | Italien             |                | Trainer                                             | SF-260TW       | 13             |                |                          |
| Hubschrauber              |                     |                |                                                     |                |                |                |                          |
| Bell 205                  | Vereinigte Staaten  |                | Mehrzweckhubschrauber                               |                | 12             |                |                          |
| Bell 206                  | Vereinigte Staaten  |                | Leichter Mehrzweckhubschrauber                      |                | 2              |                |                          |
| Bell 212                  | Vereinigte Staaten  |                | Mehrzweckhubschrauber                               |                | 1              |                |                          |
| Mil Mi-8                  | Russland            |                | Mehrzweckhubschrauber                               | Mil Mi-171     | 5              |                |                          |
| Harbin Z-9                | Volksrepublik China |                | Mehrzweckhubschrauber                               |                | 7              |                |                          |
| Unbemannte Luftfahrzeuge  |                     |                |                                                     |                |                |                |                          |
| Elbit Hermes 450          | Israel              |                | Aufklärungsdrohne                                   |                | 3+             |                | [ 6 ]                    |

##### Raketen und Flugabwehrwaffen
- S-125 Pechora
- PL-5E II
- 9K11 Maljutka

### Organisationsbereich
Der Zambian National Service, ist ein militärischer Organisationsbereich, welcher innerhalb des Verteidigungsministeriums für die Durchführung von öffentlichen Projekten zuständig ist.